# Johnny Vegas Fernández
Johnny Martín Vegas Fernández, ou simplesmente Johnny Vegas, (Huancayo, 9 de fevereiro de 1976) é um ex-futebolista peruano que atuava como goleiro.

## Carreira
Ele estreou como profissional em 1997 pelo Sport Boys permanecendo na equipe até 2003. Ele passou por vária equipes peruanas como Unión Huaral, Universidad San Martín, FBC Melgar de Arequipa, Sporting Cristal, Sport Áncash, Cienciano e Alianza Atlético. Para a temporada de 2011 ele assinou junto ao Unión Comercio.
Até 15 de fevereiro de 2011 ele havia marcado 39 gols, sendo 30 gols de pênalti e 9 de falta, ocupando assim a posição de o quinto maior goleiro artilheiro do mundo. Se encontra a dois gols de igualar seu recorde ao do ex-jogador de futebol colombiano René Higuita.

## Títulos

### Clube
Sporting Cristal
- Campeonato Peruano: 2005
- Torneo Clausura: 2005

### Individuais
- Melhor goleiro do Campeonato Peruano: 2001